# Зарічний (Куйбишевський район)
Зарє́чний (рос. Заречный) — хутір у Куйбишевському районі Ростовської області Росії. Входить до складу Куйбишевського сільського поселення.

## Географія
Географічні координати: 47°50' пн. ш. 38°52' сх. д. Часовий пояс — UTC+4.
Хутір Зарєчний розташований на південному схилі Донецького кряжу. Відстань до районного центру, села Куйбишева, становить 3 км.

### Урбаноніми
- вулиці — Зарічна[2].

## Населення
За даними перепису населення 2010 року на території хутора проживало 56 осіб. Частка чоловіків у населенні складала 51,8% або 29 осіб, жінок — 48,2% або 27 осіб.